# Dasypeltis parascabra
Dasypeltis parascabra là một loài rắn trong họ Rắn nước. Loài này được Trape, Mediannikov & Trape mô tả khoa học đầu tiên năm 2012.